# Exolontha serrulata
Exolontha serrulata är en skalbaggsart som beskrevs av Gyllenhall 1817. Exolontha serrulata ingår i släktet Exolontha och familjen Melolonthidae. Inga underarter finns listade i Catalogue of Life.